# Nyame
Nyame (ili Nyankopon) bog je Akana u Gani. Njegovo ime znači „onaj koji zna i vidi sve” u jeziku akan. Štovatelji ga smatraju svemogućim i dobrim bogom, premda ponekad udaljenim od ljudskih zbivanja. Jedna od njegovih kreacija je Kamunu, prvo ljudsko biće, kojem je Nyame dao zadatak da imenuje ostala stvorenja.
Nyameova je supruga Asase Ya, koja mu je rodila dvoje ili troje djece.

## Nyame i Anansi
Najpoznatiji mit o Nyameu uključuje Anansija („čovjek-pauk”), kojeg se katkad smatra Nyameovim sinom, ali je u ovoj priči on opisan kao čovjek koji se hvalio svojom inteligencijom. Kad je golemi piton došao terorizirati Ašante, Nyame je Anansiju dao zadatak da pobijedi pitona, djelomično kako bi ga kaznio. Anansi je nahranio pitona, a i vinom ga je opio, što je dovelo do toga da se zmija onesvijestila te su ju ljudi otjerali udarcima. Nyame, zadovoljan Anansijem, podario mu je dug život.